# Sepiapterin reduktaza (formira L-treo-7,8-dihidrobiopterin)
Sepiapterin reduktaza (formira -treo-7,8-dihidrobiopterin) (EC 1.1.1.325, sepiapterinska reduktaza) je enzim sa sistematskim imenom L-treo-7,8-dihidrobiopterin:NADP+ oksidoreduktaza. Ovaj enzim katalizuje sledeću hemijsku reakciju
(1) -treo-7,8-dihidrobiopterin + + {\displaystyle \rightleftharpoons } sepiapterin + +
(2) -treo-tetrahidrobiopterin + 2 + {\displaystyle \rightleftharpoons } 6-piruvoil-5,6,7,8-tetrahidropterin + 2 +
Ovaj enzim izolovan iz bakterije Hlorobium tepidum katalizuje finalni korak de novo sinteze tetrahidrobiopterina iz GTP-a, cf. EC 1.1.1.153, sepiapterinska reduktaza (formira L-eritro-7,8-dihidrobiopterin).

## Literatura
- Nicholas C. Price; Lewis Stevens (1999). Fundamentals of Enzymology: The Cell and Molecular Biology of Catalytic Proteins (Third изд.). USA: Oxford University Press. ISBN 019850229X.
- Eric J. Toone (2006). Advances in Enzymology and Related Areas of Molecular Biology, Protein Evolution (Volume 75 изд.). Wiley-Interscience. ISBN 0471205036.
- Branden C; Tooze J. Introduction to Protein Structure. New York, NY: Garland Publishing. ISBN 0-8153-2305-0.
- Irwin H. Segel. Enzyme Kinetics: Behavior and Analysis of Rapid Equilibrium and Steady-State Enzyme Systems (Book 44 изд.). Wiley Classics Library. ISBN 0471303097.
- William P. Jencks (1987). Catalysis in Chemistry and Enzymology. Dover Publications. ISBN 0486654605.

## Spoljašnje veze
- Sepiapterin+reductase+(L-threo-7,8-dihydrobiopterin+forming) на 